# 張注慶
张注庆（1629年11月6日—？年），字元长，号曲山，四川閬中人，順治九年壬辰補行辛卯科四川鄉試第十八名舉人，順治十二年乙未科詩五房中式第197名，殿試三甲六十八名進士，通政司觀政，丙申授廣西平樂府推官，丁酉行取，戊戌授陝西道御史，己亥巡視北城，庚子廣東巡按。